# Makszim Nyikolajevics Babicsev
Makszim Nyikolajevics Babicsev (belarusz írással: Максім Бабічаў; oroszul: Бабичев Максим Николаевич; Minszk, 1986. március 7. –) fehérorosz válogatott kézilabdázó, az ukrán Motor Zaporizzsja játékosa.

## Pályafutása

### Klubcsapatokban
Szülővárosának csapatában, az Arkatron Minszkben kezdett el kézilabdázni. A 2002–2003-as szezon végén bajnoki címet nyert a csapattal és kupagyőztes lett. A 2006–2007-es szezonban az EHF-kupában a harmadik fordulóig jutottak. 2008 nyaráig volt a csapat játékosa, ekkor a Dinama Minszk csapatához igazolt. Ötször nyert bajnokságot a klub játékosaként, a nemzetközi kupaporondon pedig a 2011–2012-es szezonban az EHF-kupa negyeddöntőjébe, egy évvel később pedig a Bajnokok Ligája legjobb 16 csapata közé jutottak. 2014 februárjában a klub pénzügyi nehézségei miatt elengedte az összes játékosát, Babicsev pedig aláírt a Meskov Breszthez, amely csapattal három bajnoki címet nyert. 2017-ben távozott a bresztiektől, a csapat színeiben 146 tétmérkőzésen 246 gólt dobott. Pályafutását az ukrán Motor Zaporizzsjában folytatta.

### A válogatottban
A fehérorosz válogatottal részt vett a 2018-as és 2014-es Európa-bajnokságon, valamint a 2013-as világbajnokságon. 130 találkozón 240 gólt ért el címeres mezben.

## Sikerei, díjai
- Fehérorosz bajnok: 2003, 2009, 2010, 2011, 2012, 2013, 2014, 2015, 2016, 2017
- Fehérorosz kupagyőztes: 2003, 2010, 2013, 2014, 2015, 2016, 2017
- Ukrán bajnok:2019